# Ed Garland
Edward Betram „Ed“ Garland (* 9. Januar 1895 in New Orleans; † 22. Januar 1980 in Los Angeles) war ein US-amerikanischer Jazzbassist des New Orleans Jazz. Er spielte mit Freddie Keppard, King Oliver und Kid Ory.

## Leben und Wirken
Edward Garland wurde „Ed Garland“ und manchmal auch „Montudie Garland“ genannt. Um 1910 spielte er Basstrommel und Tuba in Brassbands, wie in Frankie Dusons Eagle Band. Er arbeitete auch in der Excelsior Brass Band und in Manuel Perezs Imperial Orchestra. Er spielte in den frühen Bands des New Orleans Jazz, ging dann nach Chicago, wo er mit Emmanuel Perez, Freddie Keppard, Lawrence Duhé, Joe „King“ Oliver und anderen spielte. 1921 folgte er „King“ Oliver nach Kalifornien, wo er dann auch weiterhin lebte. 1944 tauchte er während der „Revival Ära“ des traditionellen Jazz wieder auf und war Mitglied der Band von Kid Ory, nahm mit ihm Schallplatten auf und trat in Radiosendungen auf. 1957 besuchte er mit ihm Europa; außerdem arbeitete er mit Earl Hines, Turk Murphy und anderen Musikern in Kalifornien.